# Wiktorija Roszczyna
Wiktorija Wołodymyriwna Roszczyna, ukr. Вікторія Володимирівна Рощина (ur. 6 października 1996 r., zm. 2024 r.) – ukraińska dziennikarka.
Została wyróżniona w listopadzie 2022 r. nagrodą za odwagę Międzynarodowej Fundacji Mediów Kobiecych. 
Została schwytana przez Rosjan latem 2023 r. w pobliżu elektrowni jądrowej w Zaporożu podczas swojej czwartej podróży reporterskiej na terytoria okupowane. Była wówczas jedyną ukraińską dziennikarką gotową jeździć na tereny pod okupacją. Po kilku dniach w areszcie trafiła do Melitopola, tam miała być torturowana. Pod koniec 2023 r. przeniesiono ją do Taganrogu, gdzie zaczęła odmawiać jedzenia, przez co trafiła do więziennego szpitala. Dopiero w kwietniu 2024 r. rodzina otrzymała pierwsze informacje na temat miejsca jej pobytu. Wtedy też miała miejsce kilkuminutowa rozmowa telefoniczna z nią. 
2 października 2024 r. jej ojciec otrzymał list z rosyjskiego ministerstwa obrony, informujący o jej śmierci 19 września 2024 r. Ciało wróciło do Ukrainy podczas wymiany przeprowadzonej 14 lutego 2025 r. w worku z opisem niezidentyfikowany mężczyzna, dopiero w jego wnętrzu znajdowała się metka z nazwiskiem. Jej tożsamość potwierdziły badania genetyczne. Na ciele znaleziono liczne ślady tortur, Rosjanie usunęli też z niego oczy, mózg i część krtani, by ukryć, iż została uduszona. 

## Odznaczenia
- Order Wolności (2025, pośmiertnie)[4]